# Ministerium für Umweltschutz (Israel)
Das israelische Ministerium für Umweltschutz (hebräisch המשרד להגנת הסביבה, HaMisrad LeHaganat HaSviva) ist zuständig für die Sauberkeit aller öffentlichen Flächen und die Vorsorge gegen Verunreinigung der Wasserressourcen. Es war früher als Ministerium für die Umwelt (hebräisch המשרד לאיכות הסביבה, HaMisrad LeEikhut HaSviva) bekannt.
Das Ministerium beschäftigt Umweltinspektoren (Pakachim), die mit besonderen gesteztlichen rechten ausgestattet sind und für die Einhaltung der Umweltgesetzgebung sorgen sollen.

## Liste der Minister
| Minister         | Partei        | Regierung | Amtsdauer                         |
| ---------------- | ------------- | --------- | --------------------------------- |
| Roni Milo        | Likud         | 23.       | 22. Dez. 1988 – 7. März 1990      |
| Raphael Edery    | HaMa’arach    | 23.       | 22. Dez. 1988 – 15. März 1990     |
| Jitzchak Schamir | Likud         | 24.       | 11. Juni 1990 – 13. Juli 1992     |
| Ora Namir        | Awoda         | 25.       | 13. Juli 1992 – 31. Dez. 1992     |
| Jossi Sarid      | Meretz-Jachad | 25., 26.  | 31. Dez. 1992 – 18. Juni 1996     |
| Rafa'el Ejtan    | Tzomet        | 27.       | 18. Juni 1996 – 6. Juli 1999      |
| Dalia Itzik      | Jisrael Achat | 28.       | 6. Juli 1999 – 7. März 2001       |
| Tzachi Hanegbi   | Likud         | 29.       | 7. März 2001 – 28. Feb. 2003      |
| Jehudit Naot     | Schinui       | 30.       | 28. Feb. 2003 – 17. Okt. 2004     |
| Ilan Schalgi     | Schinui       | 30.       | 17. Okt. 2004 – 4. Dez. 2004      |
| Schalom Simchon  | Awoda         | 30.       | 10. Jan. 2005 – 23. Nov. 2005     |
| Gideon Ezra      | Kadima        | 30., 31.  | 18. Jan. 2006 – 31. März 2009     |
| Gilad Erdan      | Likud         | 32.       | 31. März 2009 – 18. März 2013     |
| Amir Peretz      | ha-Tnu'a      | 33.       | 18. März 2013 – 14. Mai 2015      |
| Avi Gabai        | Kulanu        | 34.       | 14. Mai 2015 – 31. Mai 2016       |
| Mosche Kachlon   | Kulanu        | 34.       | 31. Mai 2016 – 1. August 2016     |
| Ze’ev Elkin      | Likud         | 34.       | 1. August 2016 – 17. Mai 2020     |
| Gila Gamliel     | Likud         | 35.       | 17. Mai 2020 – 13. Juni 2021      |
| Tamar Zandberg   | Meretz        | 36.       | 13. Juni 2021 – 29. Dezember 2022 |
| Idit Silman      | Likud         | 37.       | 29. Dezember 2022 – amtierend     |

### Stellvertretende Minister
| Namen       | Partei                   | Regierung | Amtsdauer                       |
| ----------- | ------------------------ | --------- | ------------------------------- |
| Jig’al Bibi | Nationalreligiöse Partei | 24.       | 20. Nov. 1990 – 13. Juli 1992   |
|             |                          |           |                                 |
| Ofir Akunis | Likud                    | 33.       | 9. Dez. 2014 – 14. Mai 2015     |
| Jaron Mazuz | Likud                    | 34.       | 2. August 2016 – 30. April 2019 |